# فرسننیا
فرسننیا (به اسپانیایی: Fresneña) یک شهرستان در اسپانیا است.